# Saison 2025-2026 des Timberwolves du Minnesota
La saison 2025-2026 des Timberwolves du Minnesota est la 37e saison de la franchise en National Basketball Association (NBA).

## Draft
| Tour | Choix | Joueur          | Poste | Nationalité | Provenance                      |
| ---- | ----- | --------------- | ----- | ----------- | ------------------------------- |
| 1    | 17    | Joan Beringer   | C     | France      | KK Cedevita Olimpija (Slovénie) |
| 2    | 31    | Rasheer Fleming | PF    | États-Unis  | Hawks de Saint-Joseph           |

## Matchs

### Summer League
| Summer League Total: 4-1 |

| Match | Date match | Équipe              | Score     | Meilleur marqueur         | Meilleur rebondeur  | Meilleur passeur         | Lieux Spectateurs      | Série |
| ----- | ---------- | ------------------- | --------- | ------------------------- | ------------------- | ------------------------ | ---------------------- | ----- |
| 1     | 10 juillet | La Nouvelle-Orléans | V 98-91   | Miller, Shannon Jr. (20)  | Leonard Miller (9)  | Terrence Shannon Jr. (9) | Thomas & Mack Center 0 | 1 - 0 |
| 2     | 12 juillet | Denver              | V 94-83   | Terrence Shannon Jr. (24) | Trois joueurs (7)   | Rob Dillingham (9)       | Cox Pavilion 0         | 2 - 0 |
| 3     | 15 juillet | Détroit             | V 89-73   | Terrence Shannon Jr. (24) | Leonard Miller (8)  | Bailey, Dillingham (4)   | Thomas & Mack Center 0 | 3 - 0 |
| 4     | 16 juillet | Phoenix             | V 89-85   | Rob Dillingham (23)       | Leonard Miller (11) | Rob Dillingham (7)       | Cox Pavilion 0         | 4 - 0 |
| 5     | 19 juillet | Houston             | D 101-104 | Tristen Newton (24)       | Jesse Edwards (8)   | Tristen Newton (10)      | Cox Pavilion 0         | 4 - 1 |

### Pré-saison
| Pré-saison Total: 0-0 (Domicile : 0-0; Extérieur : 0-0) |

### Saison régulière
| Saison régulière Total: 0-0 (Domicile : 0-0; Extérieur : 0-0) |